# Hauterive (Orne)
Hauterive – miejscowość i gmina we Francji, w regionie Normandia, w departamencie Orne.
Według danych na rok 1990 gminę zamieszkiwało 346 osób, a gęstość zaludnienia wynosiła 50 osób/km² (wśród 1815 gmin Dolnej Normandii Hauterive plasuje się na 553. miejscu pod względem liczby ludności, natomiast pod względem powierzchni na miejscu 723.).